# Chilecito-Hochland-Wüstenmaus
Die Chilecito-Hochland-Wüstenmaus (Eligmodontia moreni) ist ein im nordwestlichen Argentinien endemisches Nagetier in der Gattung der Hochland-Wüstenmäuse. Das Typusexemplar stammt aus der Umgebung der Stadt Chilecito.

## Merkmale
Auffällig für die Art ist der lange Schwanz im Verhältnis um Körper. Die Wüstenmaus wird ohne Schwanz 69 bis 89 mm lang, die Schwanzlänge beträgt 95 bis 125 mm, die Hinterfüße sind 22 bis 27 mm lang und die Länge der Ohren beträgt 16 bis 21,5 mm. Die Haare sind bei Jungtieren im Bereich der Wurzeln weiß oder grau und bei erwachsenen Tieren immer weiß. Darauf folgt oberseits eine braune oder rotbraune Spitze und unterseits ist auch das restliche Haar weiß. Die Grenze zwischen der dunklen Oberseite und der hellen Unterseite bildet eine gelbliche Linie. Zusätzlich ist der behaarte Schwanz in eine braune Oberseite und eine weißliche Unterseite aufgeteilt. Er trägt am Ende eine etwa 5 mm lange Quaste. Typisch für den Kopf sind ein heller Bereich um den Mund und weiße Flecken hinter den Ohren. Die Art hat als einziges Gattungsmitglied einen diploiden Chromosomensatz mit 52 Chromosomen (2n=52) und meist Ohren, die mindestens 19 mm lang sind.

## Verbreitung und Lebensweise
Die Chilecito-Hochland-Wüstenmaus lebt an den östlichen Ausläufern der Anden von der argentinischen Provinz Salta bis nach Mendoza. Sie hält sich in der Halbwüste Monte zwischen 500 und 3900 Meter Höhe auf. Die Landschaft ist spärlich mit niedrigen Gewächsen und Sträuchern bewachsen. Typische Pflanzen zählen zu den Gattungen Larrea (Jochblattgewächse) und Melden sowie zu Kakteen. Die Fortpflanzung erfolgt im November/Dezember sowie zwischen März und Mai.

## Gefährdung
Aufgrund fehlender Bedrohungen und einer vermutlich stabilen Gesamtpopulation wird die Chilecito-Hochland-Wüstenmaus von der IUCN als nicht gefährdet (least concern) gelistet.